# KSKL Ternat
Maillots
Dernière mise à jour : 26 juillet 2020.
Le Koninklijke Sportkring Lombeek Ternat était un club de football belge localisé à Ternat, à quelques kilomètres au Nord de Bruxelles. Le club portait le matricule 5368 et dont les couleurs étaient le rouge et le bleu. Il tenait son dernier nom d'une fusion survenue en 2006 entre le K. VC Sporting Ternat et le SK Lombeek-Liedekerke, lui-même issu d'une fusion entre le SK Lombeek et le KFC Liedekerke. Lors de la saison 2017-2018, le club évolue en deuxième provinciale. Au cours de son histoire, le club a joué 6 saisons dans les séries nationales, dont 2 en Division 3.
Le matricule 5368 disparaît en juillet 2019 dans une fusion avec le K. FC Wambeek (5661) pour former le K. FC Wambeek-Ternat (5661) .

## Histoire
En 1945, le Sparta Ternat, club fondé à une date inconnue, s'affilie à l'Union Belge. Il est versé au plus bas niveau provincial et reçoit le matricule 4982. Cinq ans plus tard, le club arrête ses activités et est radié par la fédération.
Dans la foulée, un autre club est créé dans la ville de Ternat, le Voetbal Club Sporting Ternat. Il rejoint l'URBSFA le 1er mai 1950, et se voit attribuer le matricule 5368. Durant plus d'un demi-siècle, le club évolue dans les séries provinciales brabançonnes. À la fin des années 1990, des projets de fusion entre les différents clubs basés à Ternat et ses environs sont évoqués. C'est surtout le SK Lombeek, évoluant en Promotion mais en proie à des difficultés financières, qui se montre le plus intéressé. Ces difficultés provoquent des réticences chez les autres clubs, le Sporting Ternat et le KFC Wambeek, ce qui fait échouer la fusion. Le SK Lombeek fusionne alors avec le KFC Liedekerke, porteur du matricule 3007, pour former le SK Lombeek-Liedekerke, et conserve son matricule 6431. 
Le 1er mai 2000, le Sporting Ternat est reconnu « Société Royale » et change son nom en Koninklijke Voetbal Club Sporting Ternat. À la fin de l'année 2005, le projet d'une grande fusion refait surface. En mars 2006, le KFC Wambeek se retire des négociations, préférant poursuivre seul. Finalement, en juillet, le Sporting Ternat et le SK Lombeek-Liedekerke fusionnent pour former le Koninklijke Sportkring Lombeek Ternat, et conserve le matricule 5368 de Ternat. Un an après cette fusion, le club atteint pour la première fois de son Histoire la Promotion, quatrième et dernier niveau national.
Pour sa première saison en nationales, le club termine sixième. L'année suivante, il fait mieux en décrochant la quatrième place et une qualification pour le tour final pour la montée en Division 3. Après des victoires sur Dilbeek Sport et Peruwelz, le club s'ouvre les portes de la troisième division en 2009. La transition est délicate pour le club, qui lutte pour son maintien tout au long du championnat. Il termine finalement quatorzième, avec trois points d'avance sur la place de barragiste. En fin de saison, les rumeurs d'une fusion avec le KFC Wambeek courent de nouveau. Le projet est de fusionner les équipes de jeunes, tout en gardant deux équipes premières distinctes. La fusion est même discutée par les pouvoirs publics, mais elle n'a finalement pas lieu à la suite du refus définitif du club de Wambeek.
La saison suivante est tout aussi difficile, et voit le club terminer avant-dernier et donc directement relégué. Mais à la suite d'une sanction infligée à l'UR Namur pour avoir aligné un joueur non-qualifié, ce dernier club perd quinze points et se retrouve dernier, permettant à Ternat de disputer les barrages. Il est battu dès son entrée par Mouscron-Peruwelz, et est tout de même relégué en Promotion après deux saisons en troisième division. Après sa relégation, le KSKL Ternat joue les premiers rôles, et lutte avec plusieurs clubs pour obtenir une place au tour final. Il est finalement devancé de deux points par Dilbeek Sport. La saison suivante est beaucoup moins bonne et le club est englué dans la lutte pour le maintien. Il finit en position de barragiste et est battu d'emblée par le KFC Katelijne-Waver, ce qui le renvoie en première provinciale après six saisons consécutives dans les séries nationales.
Le club cesse d'exister en juillet 2019, lorsque prend effet la fusion, annoncée le 15 février 2019, qui l'unit avec le K. FC Wambeek (maytricule 5661) pour former le K. FC Wambeek Ternat (5661). En 2019-2020, l'équipe "A" de ce club évolue en P1 Brabant flamand.

## Résultats dans les divisions nationales
Statistiques complètes club disparu

### Bilan
| Niv | Divisions     | Jouées | Titres | TM Up | TM Down |
| --- | ------------- | ------ | ------ | ----- | ------- |
| I   | 1re nationale | 0      | 0      |       |         |
| II  | 2e nationale  | 0      | 0      |       |         |
| III | 3e nationale  | 2      | 0      |       | 1       |
| IV  | 4e nationale  | 4      | 0      | 1     | 1       |
| V   | 5e nationale  | 0      | 0      |       |         |
|     |               |        |        |       |         |
|     | TOTAUX        | 6      | 0      | 1     | 2       |

- TM Up : test-match pour départager des égalités, ou toutes formes de Barrages ou de Tour final pour une montée éventuelle.
- TM Down : test-match pour départager des égalités, ou toutes formes de Barrages ou de Tour final pour le maintien.

### Classement saison par saison
| Ordre               | Saison  | Nom du club   | Niveau             | Classement final | Remarques              |
| ------------------- | ------- | ------------- | ------------------ | ---------------- | ---------------------- |
| 1                   | 2007-08 | K. SKL Ternat | Promotion série A  | 6e/16            |                        |
| 2                   | 2008-09 | K. SKL Ternat | Promotion série B  | 4e/16            | Promu via tour final   |
| 3                   | 2009-10 | K. SKL Ternat | Division 3 série B | 14e/19           |                        |
| 4                   | 2010-11 | K. SKL Ternat | Division 3 série B | 16e/18           | Relégué après barrages |
| 5                   | 2011-12 | K. SKL Ternat | Promotion série B  | 5e/16            |                        |
| 6                   | 2012-13 | K. SKL Ternat | Promotion série B  | 12e/15           | Relégué après barrages |
| séries provinciales |         |               |                    |                  |                        |